# 秘鲁总工会
秘鲁总工会（西班牙語：Confederación General de Trabajadores del Perú，缩写为CGTP）是目前秘鲁最大的全国性工会联合会。该组织成立于1929年，由何塞·卡洛斯·马里亚特吉创建。
该组织历史上长期深受秘鲁共产党影响。该组织奉行马里亚特吉主义。该组织的总部位于利马。该组织是世界工会联合会的成员。